# Bas Heijne
Bastiaan Johan (Bas) Heijne (Nijmegen, 9 januari 1960) is een Nederlandse schrijver, vertaler en interviewer.

## Levensloop
Heijne groeide op in Zwanenburg en ging naar de middelbare school in Badhoevedorp. Hij studeerde Engelse taal- en letterkunde aan de Universiteit van Amsterdam.
In 1983 debuteerde hij als schrijver met de roman Laatste woorden. Hij schreef tussen 1984 en 1990 reisverhalen voor het tijdschrift De Tijd en daarna tot en met 1992 voor HP/De Tijd. Een deel van deze verhalen werd later gebundeld in Vreemde reis.
Zijn tweede roman, Suez, verscheen in 1992. Heijne is sinds 1991 als essayist verbonden aan NRC Handelsblad, de krant waarvoor hij van 2001 tot 2018 ook iedere week een column verzorgde. Zijn essaybundel De wijde wereld werd genomineerd voor de AKO Literatuurprijs.
Hij heeft werk vertaald van Evelyn Waugh, E.M. Forster en Joseph Conrad. In 2003 heeft hij het toneelstuk Van Gogh geschreven dat werd gespeeld door ZT Hollandia. In 2005 sprak Heijne de jaarlijkse Mosse-lezing uit en ontving hij de Henriette Roland Holst-prijs voor Hollandse toestanden, een verzameling columns die hij voor NRC Handelsblad schreef. In 2008 presenteerde Heijne het televisieprogramma Zomergasten van de VPRO. In 2018 maakte Heijne de vierdelige serie Onbehagen (Human en VPRO) waarin hij onderzoekt waarom de idealen van onze beschaving steeds verder onder druk komen te staan.

## Couperus
In 2013 hield Heijne de Huizingalezing De betovering van de wereld over Louis Couperus. In datzelfde jaar verscheen ook een documentaire over Couperus naar een door Heijne geschreven scenario. Eerder had hij al het essay Het gezicht van Louis Couperus (1996) gepubliceerd. In 2014 werd zijn essay Angst en schoonheid. Louis Couperus, de mystiek der zichtbare dingen bekroond met de tweejaarlijkse J. Greshoff-prijs.

## P.C. Hooft-prijs
In december 2016 werd Heijne de P.C. Hooft-prijs 2017 toegekend, voor zijn beschouwend proza. De prijs is hem uitgereikt op 18 mei 2017. De jury roemt hem als een "een schrijver met een bijzondere positie als columnist en essayist, die over een enorme verscheidenheid aan actuele onderwerpen en kwesties schrijft. [...] Zijn werk geeft een vernieuwende impuls aan wat literatuur in maatschappelijke zin betekenen kan. [...] Vooral de vorm waarin hij dat doet is bijzonder: hij schrijft als een denker én denkt als een lezer."

## Bestseller 60
| Boeken met noteringen in de Nederlandse Bestseller 60 | Jaar van verschijnen | Datum van binnenkomst | Hoogste positie | Aantal weken | Opmerkingen         |
| ----------------------------------------------------- | -------------------- | --------------------- | --------------- | ------------ | ------------------- |
| Onbehagen                                             | 2016                 | 21-09-2016            | 42              | 1            |                     |
| Staat van Nederland                                   | 2017                 | 08-02-2017            | 15              | 7            |                     |
| Leugen & waarheid                                     | 2021                 | 10-02-2021            | 10              | 4            |                     |
| Het nationaalsocialisme als rancuneleer               | 2022                 | 19-01-2022            | 12              | 3            | met Menno ter Braak |
| Over nationalisme                                     | 2023                 | 06-12-2023            | 9               | 6            | met George Orwell   |
| Een hogere liefde                                     | 2024                 | 25-09-2024            | 6               | 4            | met Albert Camus    |